# Dušan Jeřábek
Dušan Jeřábek (14. března 1922 Brno – 18. června 2004 Brno) byl literární historik, editor, divadelní a literární kritik, pedagog. Byl synem spisovatele Čestmíra Jeřábka a vnukem spisovatele Viktora Kamila Jeřábka.

## Život
Po maturitě na brněnském klasickém gymnáziu v roce 1941 navštěvoval hudební a dramatickou konzervatoř v Brně, kde absolvoval v roce 1946. V době protektorátu byl totálně nasazen ve Zbrojovce v Kuřimi (1942–1949) a v Královopolské strojírně v Brně (1945). V letech 1945–1949 studoval na Filozofické fakultě Masarykovy univerzity v Brně češtinu a filozofii, titul PhDr. získal obhájením práce Karolina Světlá, básnířka kraje ještědského (1949). V letech 1949–1950 byl vědeckým pracovníkem v Archivu pro dějiny obchodu, průmyslu a technické práce v Brně. Od roku 1950 pracoval na filozofické fakultě (s výjimkou jednoho semestru v roce 1961, kdy přednášel na univerzitě Greifswaldu) nejprve jako odborný asistent, později jako vědecký aspirant. Kandidátskou práci Vítězslav Hálek jako literární kritik obhájil v roce 1957, v roce 1960 se habilitoval prací Vítězslav Hálek a jeho úloha ve vývoji české literární kritiky 19. století, která vyšla 1959 knižně jako studie. V roce 1966 byl jmenován profesorem pro dějiny novočeské literatury. V období 1966–1969 byl v Brně děkanem filozofické fakulty tehdejší Univerzity Jana Evangelisty Purkyně, 1971–1988 předsedou brněnské pobočky Literárněvědné společnosti při ČSAV, od 1988 místopředsedou celé Literárněvědné společnosti. V letech 1971–1990 byl členem redakční rady časopisu Česká literatura. Redigoval Spisy filozofické fakulty brněnské univerzity (1966–1968), literární a divadelní část periodického sborníku Brno v minulosti a dnes (1960–1970).
V roce 1987 získal titul DrSc. prací Tradice a osobnosti, téhož roku odešel do důchodu, ale dále na fakultě po určitá období působil jako profesor konzultant, externista (1990–1991) i řádný profesor (1991–1992). Zemřel v Brně 18. června 2004.
Je pohřben na Ústředním hřbitově v Brně.

## Dílo

### Publikační činnost
V letech 1945–1948 publikoval v brněnském deníku Čin filmové i divadelní kritiky, v téže době přispíval do časopisu List Sdružení moravských spisovatelů, v 50. a 60. letech do časopisů Divadlo, Host do domu, v letech 1965–1969 do Divadelních a filmových novin, pozdějších Divadelních novin. Své články publikoval v Listech filologických, Literárních novinách, České literatuře, Slovenské literatúre či ve Vědě a životě. Z denních listů přispíval v letech 1948–1952 do kulturních rubrik Nové politiky, v 60. letech zvláště do Rovnosti, případně brněnského vydání Svobodného slova, v 70. letech divadelními referáty, v zahraničí publikoval v časopise Die Welt der Slaven (Kolín nad Rýnem – Vídeň, 1972). Největší část svých odborných studií zveřejňoval ve Sborníku prací filozofické fakulty brněnské univerzity, řada literárněvědná (D), v letech 1966–1970 byl jeho vedoucím redaktorem. V období 1966–1968 redigoval rovněž Spisy filozofické fakulty brněnské univerzity. Přispěl do množství sborníků, v řadě edic napsal úvodní studie nebo doslovy, hodně spolupracoval s Československým rozhlasem, zvláště s brněnským studiem (divadelní referáty, rozhovory, knižní referáty). V novinách užíval šifer jb, DJ, dj, jk, nk.

### Badatelská a editorská činnost
Ve vědecké práci se soustředil na dějiny české literatury druhé poloviny 19. století. Východiskem jeho literárněhistorických zkoumání byla generace májovců. Dílo Karoliny Světlé, Jana Nerudy a hlavně Vítězslava Hálka zkoumal jak z hlediska hodnot ideově-estetických, tak z hlediska postavení těchto spisovatelů ve „sporu“ realismu a romantismu, jejich podílu na utváření koncepce národní literatury a z úhlu sociální funkce díla.
Trvale se zabýval dějinami české literární kritiky od obrození až po Josefa Durdíka, Herberta Gordona Schauera a Arna Nováka. Zaměřil se také na literární kritiku a uměleckou tvorbou spjatou s Moravou (František Matouš Klácel, Jan Evangelista Kosina, Josef Merhaut, Viktor Kamil Jeřábek, Rudolf Těsnohlídek, Stanislav Kostka Neumann).
V řadě statí, které byly později sebrány do knihy Tradice a osobnosti, se zabýval úsilím české literatury (od doby osvícenské) o svobodu myšlení a přesvědčení, o právo na národní sebeurčení a o dosažení sociální spravedlnosti. Všímal si také vztahů české literatury ke Slovensku v období májovců. Dlouhodobě se zajímal o osobnost a dílo Karla Havlíčka Borovského.
Velkou pozornost věnoval modernímu divadlu jako historik (meziválečné divadelní avantgarda, Josef Skřivan, studie o Bedřichu Václavkovi), teoretik (úvahy o současných tendencích, epické divadlo, dramaturgické problémy) i kritik (inscenace brněnských divadel).
Vztah k rodnému městu vyjádřil ve vzpomínkách Brněnská romance.
Editorská činnost se týká převážně literatury 19. století. Vydal šestisvazkové spisy Vítězslava Hálka, dále pořídil edice Františka Matouše Klácela, Beneše Metoda Kuldy, Ignáta Herrmanna, Zikmunda Wintra, Josefa Merhauta, Viktora Kamila Jeřábka, Karla Klostermanna, Rudolfa Těsnohlídka a Miloslava Hýska. Vydal soubor úvah a polemik z doby májovců a lumírovců O národní literaturu a soubor prací Arna Nováka (Česká literatura a národní tradice), Arnu Novákovi věnoval také monografii Arne Novák.